# Puczniew
Puczniew – wieś w Polsce położona w województwie łódzkim, w powiecie pabianickim, w gminie Lutomiersk. 
Miejscowość położona jest na Wysoczyźnie Łaskiej nad rzeką Ner.
Do 1954 roku istniała gmina Puczniew, po reformie w 1954 do 1957 istniała gromada Puczniew, po jej zniesieniu wieś w gromadzie Szydłów. W latach 1975–1998 miejscowość administracyjnie należała do województwa sieradzkiego.
Źródła pisane wymieniają wieś pod datą 1176 r. Kazimierz Sprawiedliwy nadał wieś cystersom z Sulejowa. Kazimierz, książę łęczycki pozwolił ulokować Puczniew na prawie średzkim i nadał wsi immunitet sądowy i gospodarczy, a mieszkańców obdarzył przywilejem 16 lat wolnizny (zwolnienia od podatków). Władysław Łokietek odnowił ten przywilej na prawie niemieckim.
Na lewym brzegu Neru, naprzeciw wsi, zlokalizowano grodzisko stożkowate. 
| SIMC    | Nazwa           | Rodzaj    |
| ------- | --------------- | --------- |
| 0706349 | Puczniew-Leonów | część wsi |

## Zabytki
Według rejestru zabytków Narodowego Instytutu Dziedzictwa na listę zabytków wpisany jest obiekt:
- park, nr rej.: 7 z 20.08.1977